# 九龍巴士97線
九龍巴士97線是香港一條新界區巴士路線，由九龍巴士（一九三三）有限公司營辦，於2022年10月3日起投入服務，來往康盛花園和烏溪沙站，途經將軍澳之寶林和坑口後，取道將軍澳隧道、觀塘繞道、大老山隧道往返馬鞍山新市鎮之大水坑、恆安邨、新港城和錦英苑，只於星期一至五（公眾假期除外）繁忙時間提供服務。此路線全程收費為$8.8，相對較路程較短，來往馬鞍山新市鎮和藍田的九龍巴士89D線的$9.8便宜。

## 歷史
運輸署在「2018－2019年度巴士路線計劃」中建議開辦一條新巴士服務，來往彩明苑至烏溪沙站，途經尚德邨、坑口、寶林、將軍澳隧道、觀塘繞道、大老山隧道、沙田第一城、石門、亞公角及馬鞍山新市鎮，於星期一至五上下午繁忙時間雙向各對開一班，並決定以招標形式遴選營運公司。建議出爐後，區議會認為新路線在將軍澳和沙田繞經多個地區，走線迂迴且未能服務將軍澳山上（即翠林邨和康盛花園一帶）的居民，建議運輸署分拆路線。時任西貢區健明選區區議員梁里指，將軍澳區缺乏來往馬鞍山的巴士線或小巴，如居民要來往兩地只能選擇乘搭港鐵，部分屋苑居民更需乘搭小巴前往港鐵站，整個車程十分費時，希望運輸署可以於2019年中前落實新路線和時間表。
運輸署其後在「2020－2021年巴士路線計劃」中建議分拆相關路線，分別來往烏溪沙站及康盛花園，以及來往碩門邨及彩明苑，前者經錦英苑、新港城、恆安邨、富安花園、亞公角、坑口及寶林，後者經愉翠苑、廣源邨及將軍澳市中心；兩者均於星期一至五上下午雙向各對開一班。但計劃出爐後，部分區議員認為分拆路線會分散資源，要求維持原有走線；但亦有議員認為分拆路線可以提高營運效率，又要求新路線與新巴798線重組服務範圍等。
2022年6月，運輸署把上述兩條路線經營權批給九巴，當中來往烏溪沙站及康盛花園的路線編號為97，並在同年10月3日起投入服務。九巴為隆重其事，特意在開線前一日（即10月2日）安排印上此線的特製全車身廣告巴士和電動巴士停泊於坑口站公共運輸交匯處及烏溪沙站公共運輸交匯處，讓乘客了解相關新服務，並在場送出限量紀念品，並在投入服務當天於彩明公共運輸交匯處和烏溪沙站公共運輸交匯處舉行首航活動，提供道具供乘客於當天與相關全車身廣告巴士拍照留念，並向乘客送出精美禮品。

## 服務時間及班次
97線每個方向於星期一至五繁忙時間在固定時間開出兩班常規班次，星期六、日及公眾假期不設服務，列表如下：
| 康盛花園開 | 烏溪沙站開 |
| ---------- | ---------- |
| 07:30      | 07:30      |
| 18:00      | 18:00      |

## 收費
97線全程收費為$8.8，並設有12歲以下小童及65歲或以上長者半價優惠，當中60歲－64歲香港居民、65歲或以上長者與合資格殘疾人士如以指定八達通繳付97線的車資，均可享有長者及合資格殘疾人士公共交通票價優惠計劃提供的$2票價優惠。乘客登車時需以現金或八達通卡繳付車資，不設找贖；而每位成人乘客可免費帶同最多兩名四歲以下而且不佔座位的兒童乘車。此外，乘客亦可透過多元化電子支付系統（e度嘟）繳付車資，乘客使用此付款方式不能享有與非九巴／龍運路線之轉乘優惠，亦不能享有「公共交通費用補貼計劃」及「長者及合資格殘疾人士乘車優惠計劃」。每兩名繳付成人車費的乘客，可攜同一名12歲以下小童或65歲或以上長者免費乘車；而攜同合資格殘疾人士登車並以現金繳付車資的乘客，亦可享半價優惠。
97線沿途單向分段收費如下：
| 上車地點＼落車地點 | 烏溪沙站 | 康盛花園 |
| ------------------ | -------- | -------- |
| 大老山隧道起       | $7.1     | $8.3     |
| 將軍澳隧道轉車站起 | 不適用   | $5.6     |
| 富安花園起         | $4.8     | 不適用   |
| 海柏花園起         | $3.7     | 不適用   |

此外，乘客凡以同一張八達通卡於同一星期內（週一至週五）乘搭此路線滿十程，可在指定日期內於沙田市中心巴士總站顧客服務中心免費換領此路線單程車票一張，相關優惠只適用於繳付全程車費之成人及學生八達通使用者；而乘客亦可以九折優惠價於相關顧客服務中心購買十張此路線單程成人車票。

## 行車路線
97線往烏溪沙站方向途經林盛路、寶琳北路、寶寧路、常寧路、重華路、培成路、常寧路、寶寧路、寶順路、將軍澳隧道公路、將軍澳隧道、將軍澳道、觀塘繞道、大老山隧道、大老山公路、石門交匯處、亞公角街、恆信街、恆泰路、馬鞍山路、恆康街、西沙路、馬鞍山路、錦英路、西沙路及沙安街；往康盛花園方向途經沙安街、西沙路、錦英路、馬鞍山路、西沙路、恆康街、馬鞍山路、恆德街、亞公角街、石門交匯處、大老山公路、大老山隧道、觀塘繞道、將軍澳道、將軍澳隧道、將軍澳隧道公路、寶順路、寶寧路、常寧路、重華路、培成路、常寧路、寶寧路、寶琳北路及林盛路，具體停站請參考資訊框。

## 使用車輛
由於本線途經專營巴士低排放區，故必須使用達到歐盟五型或以上排放標準的車輛行走。
現時本線使用11輛富豪B9TL 12米（1輛V6B）、1輛Enviro 500 MMC 11.3米（E6M）
| 車隊編號 | 車牌   |
| -------- | ------ |
| V6B199   | XL4751 |
| E6M142   | YT4514 |

## 使用狀況
運輸署在此線投入服務後不久（10月7日）於將軍澳隧道轉車站實地視察，指出此路線於上午往沙田及下午往將軍澳方向的載客率分別約為28%及29%。

## 外部連結
- 香港巴士大典上的相关条目：九巴97線